# Charcé-Saint-Ellier-sur-Aubance

Charcé-Saint-Ellier-sur-Aubance este o comună în departamentul Maine-et-Loire, Franța. În 2009 avea o populație de 754 de locuitori.